# Kleine Schneeglocke
Die Kleine Schneeglocke (auch Kleinschneeglocke, italienisch Piccola Cima della Campana) ist ein 3411 m Gipfel im Kristallkamm, einer Bergkette der westlichen Ortler-Alpen. 

## Lage und Umgebung
Die Kleine Schneeglocke ist zusammen mit der umliegenden Bergwelt Teil des Nationalparks Stilfserjoch. Sie liegt knapp auf lombardischem Gebiet, da die Grenze zwischen der Provinz Sondrio und Südtirol hier nicht exakt dem Kammverlauf folgt, sondern etwas weiter nördlich verläuft. Die nächstgelegenen Gipfel sind im Westen die Hintere Madatschspitze (3430 m) und die Tuckettspitze (3462 m), im Osten die Große Schneeglocke (3425 m). 